# Selektiver Immunglobulin-A-Mangel
Der selektive Immunglobulin-A-Mangel (englisch Selective IgA deficiency; SIgAD) ist der beim Menschen am häufigsten vorkommende angeborene Immundefekt. Er ist gekennzeichnet durch das Fehlen einer bestimmten Klasse von Antikörpern, dem Immunglobulin A. Betroffene Patienten können beschwerdefrei sein oder an einer meist relativ milden Häufung von Atemwegsinfektionen leiden. Eine ursächliche Behandlung steht nicht zur Verfügung.

## Ursachen
Die genaue Ursache des selektiven IgA-Mangels ist nur für eine seltene Unterform bekannt. Die meisten Fälle bleiben in dieser Hinsicht ungeklärt. Sie treten sporadisch auf, nur relativ selten wird eine familiäre Häufung beobachtet (etwa 20 % der Fälle). Der Erbgang kann dann autosomal dominant oder autosomal rezessiv sein. Die Erkrankung ist mit bestimmten Typen des Haupthistokompatibilitätskomplexes auf dem kurzen Arm von Chromosom 6 (IGAD1-Locus) assoziiert.

## Häufigkeit und Vorkommen (Epidemiologie)
Die Häufigkeit des selektiven IgA-Mangels wird in der Literatur mit 1:160 bis 1:18.500 angegeben. Neuere Arbeiten deuten darauf hin, dass die Häufigkeit in westlichen Industrieländern bei etwa 1:600 liegt. Dies bedeutet, dass die Prävalenz etwas über 1 ‰ liegt (mehr als jeder tausendste Mensch ist betroffen). In Regionen mit anderem genetischem Hintergrund ist die Häufigkeit teilweise wesentlich geringer (z. B. in Japan mit 1:18.500).

## Klinik und Symptome
Die klinische Ausprägung der Erkrankung ist sehr variabel. Mehr als die Hälfte der Patienten ist völlig beschwerdefrei (weil in Schleimhäuten vorkommendes IgM die Funktionen des fehlenden IgA übernimmt), etwa 30 % leiden unter rezidivierenden (immer wiederkehrenden) Infektionen, insbesondere der Atemwege. Seltenere Beschwerden betreffen den Verdauungsapparat, Autoimmunkrankheiten, Allergien und Tumorerkrankungen. Dabei sind folgende Assoziationen im Einzelnen zu nennen:
- Infektionen (Sinusitis, Bronchitis, Lungenentzündung)
- Verdauungsapparat (Durchfall, teilweise durch Infektionen mit Giardia intestinalis bedingt[2])
- Autoimmunkrankheiten (Zöliakie, Lupus erythematodes, rheumatoide Arthritis, Morbus Crohn,[2] Colitis ulcerosa[2])
- Allergien (Nahrungsmittelallergien (insbesondere Milcheiweiß), allergisches Asthma bronchiale, Atopie)

## Diagnose
Die Diagnose wird durch wiederholte Bestimmung der Konzentration von Immunglobulin A (IgA) im Blutserum gestellt. Bei Patienten mit selektivem IgA-Mangel ist IgA in der Regel nicht nachweisbar oder stark erniedrigt (nahe der unteren Nachweisgrenze, stets < 0,3 g/l). Meist sind beide Subklassen (IgA1 und IgA2) betroffen. IgG und IgM sind normal. Andere Immundefekte (siehe Differentialdiagnose) und sekundärer IgA-Mangel durch Medikamente oder im Rahmen anderer Erkrankungen müssen ausgeschlossen werden.
Vom selektiven IgA-Mangel sind differenzialdiagnostisch abzugrenzen
- IgG-Subklassendefekte[2] (können auch kombiniert mit IgA-Mangel auftreten)
- variable Immundefekte (common variable immunodefiencies, CVID, können ebenfalls kombiniert mit IgA-Mangel auftreten)
- sekundäre Immundefekte mit IgA-Mangel (z. B. bei multiplem Myelom oder durch Medikamente bedingt)
- Ataxia teleangiectatica[2]
- Hyper-IgE-Syndrom

## Therapie
Eine an der Ursache der Erkrankung ansetzende Behandlung existiert nicht. Patienten, die beschwerdefrei sind, benötigen auch keine Therapie, was den Großteil aller Patienten darstellt. Bei auftretenden Infektionen müssen diese jeweils entsprechend dem Infektionsort und Erreger behandelt werden, z. B. mit Antibiotika. Bei manchen Patienten ist auch eine prophylaktische Therapie mit Antibiotika erforderlich. Eine Behandlung mit intravenöser Infusion von Immunglobulinen (IVIG für i.v. Immunglobulin) kommt i. d. R. nicht in Betracht, da dadurch bei Patienten mit selektivem IgA-Mangel Antikörper gegen IgA gebildet werden, die dann zu schweren allergischen Reaktionen führen können (IgA ist dem Körper bis dahin „unbekannt“, weshalb eine Abwehrreaktion initiiert wird). Der selektive IgA-Mangel stellt somit die wichtigste Kontraindikation für eine IVIG-Therapie dar. Bei Bluttransfusionen kann es durch diesen Mechanismus ebenfalls zu allergischen Reaktionen kommen, wenn der Empfänger an selektivem IgA-Mangel leidet. Dies ist auch der Grund, aus dem Patienten mit selektivem IgA-Mangel empfohlen wird, einen Notfallausweis bei sich zu tragen und behandelnde Ärzte auf die Diagnose aufmerksam zu machen.

## Prognose
Die Lebenserwartung von Patienten mit selektivem IgA-Mangel ist in der Regel normal oder nur gering vermindert. Die Prognose ist damit erheblich besser als bei allen anderen angeborenen Immundefekten.